# 田平平戶口車站
田平平戶口車站（日语：／ Tabira-Hiradoguchi eki */?）是一位於日本長崎縣平戶市的鐵路車站，也是松浦鐵道西九州線的沿線車站。
田平平戶口是九州及日本本土最西邊的車站，原本一度曾是日本全國最西端的車站，但在沖繩都市單軌線（沖縄都市モノレール線）通車後失去了全日本最西的地位，但仍然是日本本土最西端的車站。

## 車站構造
- 由一個一面一線的側式月台和一個一面兩線島式月台所構成的複式月台，共兩面三線。
- 站內設有鐵道資料館，展示舊國鐵松浦線（松浦鐵道第三部門化的前身）及西九州線的資料。

### 月台配置
| 月台 | 路線      | 方向                       | 目的地                            |
| ---- | --------- | -------------------------- | --------------------------------- |
| 1    | ■西九州線 | 下行                       | 佐佐、佐世保方向                  |
| 2    | ■西九州線 | （雙方向的一部分列車使用） | （雙方向的一部分列車使用）        |
| 3    | ■西九州線 | 上行                       | 松浦、伊萬里、伊萬里轉乘 有田方向 |

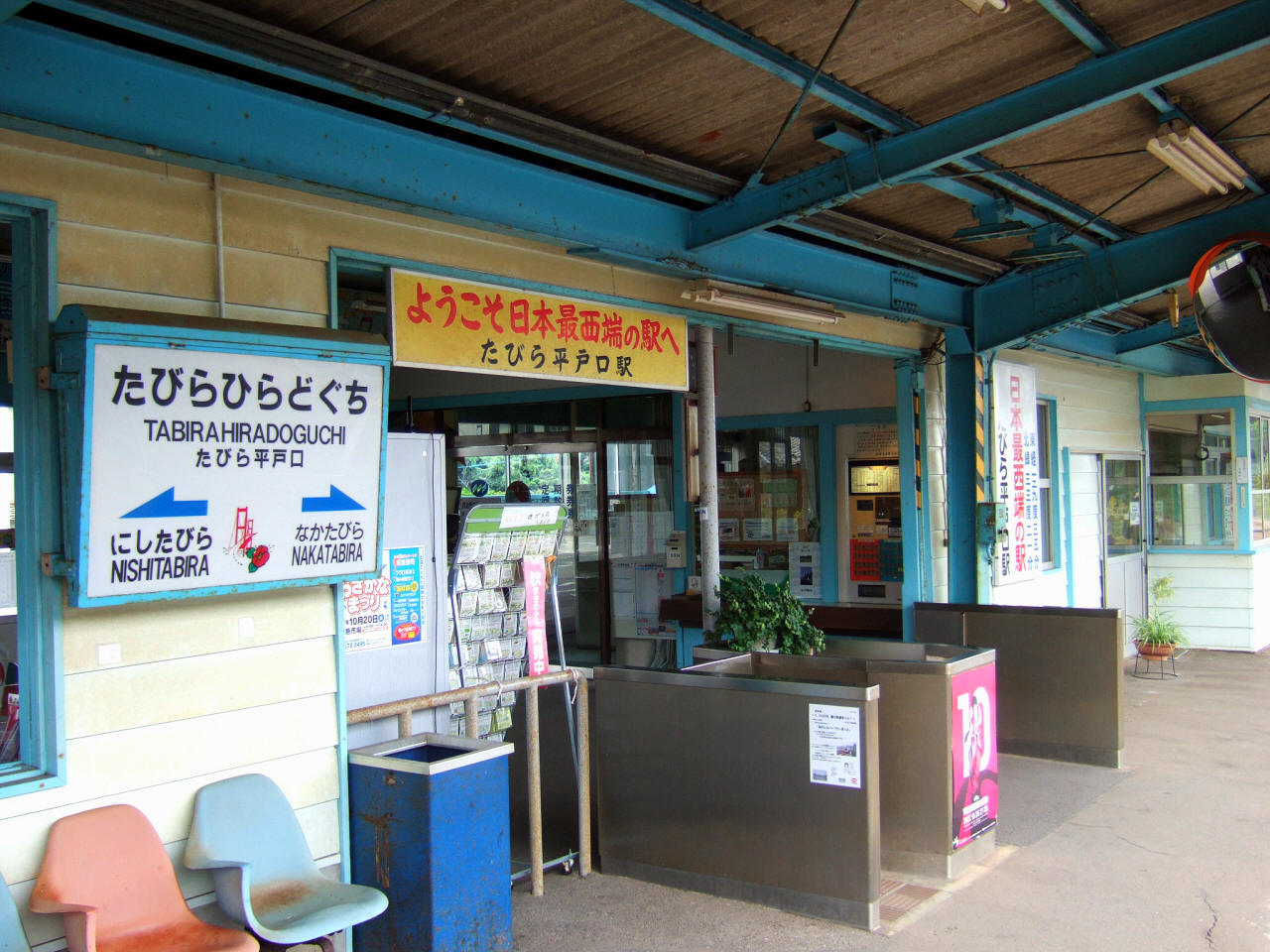
舊检票口（2007年10月）
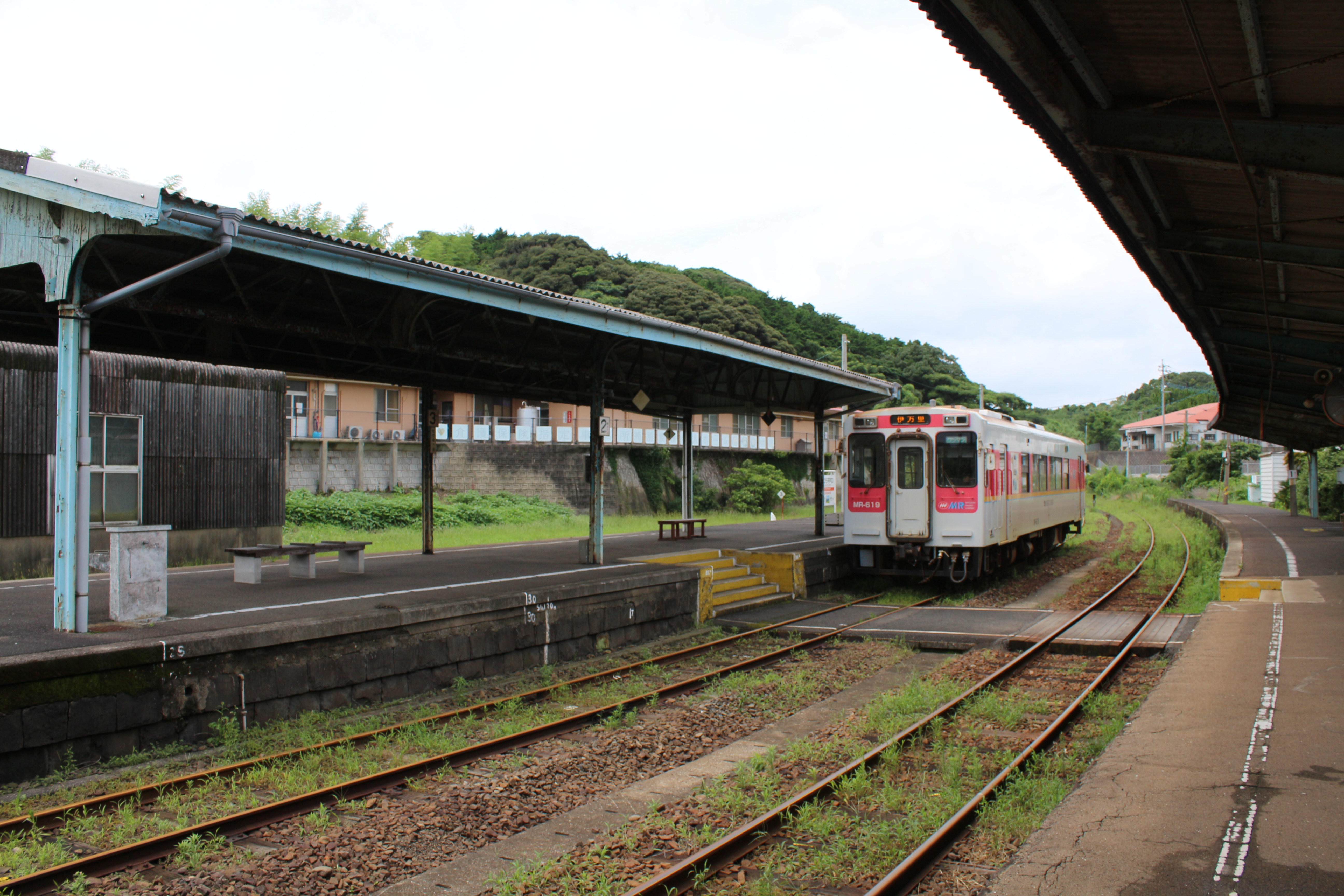
月台（2020年7月）

## 車站周邊
- 國道204號
- 平戶市役所田平支所
- 平戶警署平戶口分所
- 田平郵政局
- 平戶市立田平北小學
- 親和銀行田平分店
- 里田原歷史民俗資料館
- 谷川醫院
- 田平港擺渡口
- 農林水產省九州農政局北松浦統計、情報中心（舊食糧事務所平戶支所）
- 平戶愛惠醫院

## 歷史
- 1935年8月6日：日本國有鐵道伊萬里線（之後改名為松浦線）之平戶口車站啟用。
- 1974年10月1日：廢止貨物裝卸。
- 1987年4月1日：正式民營化並進行分割，車站劃歸由九州旅客鐵道（JR九州）繼承。
- 1988年4月1日：松浦線第三部門化，車站劃歸由松浦鐵道繼承。
- 1989年3月11日：改名為田平平戶口車站。

## 相鄰車站
松浦鐵道
西九州線
中田平－田平平戶口－西田平

## 外部連結
- 松浦鐵道 （页面存档备份，存于）（日文）